# México en los Juegos Olímpicos de Salt Lake City 2002
México estuvo representado en los Juegos Olímpicos de Salt Lake City 2002 por tres deportistas masculinos que compitieron en dos deportes.
El portador de la bandera en la ceremonia de apertura fue el piloto de bobsleigh Roberto Tamés. El equipo olímpico mexicano no obtuvo ninguna medalla en estos Juegos.
Fue la sexta participación de México en unos Juegos Olímpicos de Invierno, y la primera desde 1994, pues el país no se hizo presente en la edición de 1998.

## Bobsleigh
México volvió a competir en las pruebas de bobsleigh olímpico tras diez años de ausencia después de su última aparición en 1992.
Roberto Tamés participó en sus terceros Juegos Olímpicos. 
| Atleta                           | Evento        | Carrera 1 | Carrera 1 | Carrera 2 | Carrera 2 | Carrera 3 | Carrera 3 | Carrera 4 | Carrera 4 | Total   | Total    |
| Atleta                           | Evento        | Tiempo    | Posición  | Tiempo    | Posición  | Tiempo    | Posición  | Tiempo    | Posición  | Tiempo  | Posición |
| -------------------------------- | ------------- | --------- | --------- | --------- | --------- | --------- | --------- | --------- | --------- | ------- | -------- |
| Roberto Lauderdale Roberto Tamés | Doble varonil | 49.57     | 34        | 49.65     | 35        | 50.07     | 36        | 49.82     | 36        | 3:19.11 | 35       |

Con su tiempo de 3:19.11 el equipo mexicano marcó el mejor cronómetro del país en la prueba de bobsleigh doble. La posición 35 también ha sido el mejor resultado para el país en esta disciplina.

## Skeleton
Luis Carrasco se convirtió en el primer mexicano, y hasta 2022 el único, en competir en una prueba olímpica de Skeleton.
| Atleta        | Evento  | Carrera 1 | Carrera 1 | Carrera 2 | Carrera 2 | Total   | Total    |
| Atleta        | Evento  | Tiempo    | Posición  | Tiempo    | Posición  | Tiempo  | Posición |
| ------------- | ------- | --------- | --------- | --------- | --------- | ------- | -------- |
| Luis Carrasco | Varonil | 54.32     | 25        | 54.66     | 25        | 1:48.98 | 25       |